# Стонтон (Індіана)
Стонтон (англ. Staunton) — місто (англ. town) в США, в окрузі Клей штату Індіана. Населення — 472 особи (2020).

## Географія
Стонтон розташований за координатами 39°29′11″ пн. ш. 87°11′20″ зх. д. / 39.48639° пн. ш. 87.18889° зх. д. (39.486399, -87.189012).  За даними Бюро перепису населення США в 2010 році місто мало площу 0,89 км², уся площа — суходіл.

## Демографія
Згідно з переписом 2010 року, у місті мешкали 534 особи в 199 домогосподарствах у складі 146 родин. Густота населення становила 598 осіб/км².  Було 224 помешкання (251/км²).
Расовий склад населення:
| - 98,3 % — білих - 1,5 % — осіб інших рас |

До двох чи більше рас належало 0,2 %. Частка іспаномовних становила 2,1 % від усіх жителів.
За віковим діапазоном населення розподілялося таким чином: 29,2 % — особи молодші 18 років, 59,0 % — особи у віці 18—64 років, 11,8 % — особи у віці 65 років та старші. Медіана віку мешканця становила 36,6 року. На 100 осіб жіночої статі у місті припадало 100,8 чоловіків;  на 100 жінок у віці від 18 років та старших — 97,9 чоловіків також старших 18 років.
Середній дохід на одне домашнє господарство  становив 48 604 долари США (медіана — 43 594), а середній дохід на одну сім'ю — 54 495 доларів (медіана — 48 929). За межею бідності перебувало 10,1 % осіб, у тому числі 0,0 % дітей у віці до 18 років та 1,7 % осіб у віці 65 років та старших.
Цивільне працевлаштоване населення становило 248 осіб. Основні галузі зайнятості: виробництво — 31,0 %, освіта, охорона здоров'я та соціальна допомога — 23,8 %, роздрібна торгівля — 10,1 %, мистецтво, розваги та відпочинок — 8,1 %.